# Paramorpha marginata
Paramorpha marginata là một loài bướm đêm thuộc họ Carposinidae. Nó là loài đặc hữu của New Zealand.
Sải cánh dài khoảng 11 mm. 